# Società Cooperativa Dilettantistica Promogest 2012-2013

## Rosa
| N° |                       | Ruolo | Giocatore       |
| -- | --------------------- | ----- | --------------- |
| 1  | Italia (bandiera)     | P     | Goran Volarević |
| 2  | Italia (bandiera)     | A     | Michele Luongo  |
| 3  | Croazia (bandiera)    | D     | Igor Racunica   |
| 4  | Italia (bandiera)     | A     | Davide Steardo  |
| 5  | Montenegro (bandiera) | CB    | Filip Klikovac  |
| 6  | Italia (bandiera)     | A     | Nicola Montaldo |
| 7  | Italia (bandiera)     | A     | Mauro Pagliara  |

| N° |                   | Ruolo | Giocatore             |
| -- | ----------------- | ----- | --------------------- |
| 8  | Italia (bandiera) | D     | Alessandro Sassanelli |
| 9  | Italia (bandiera) | CB    | Simone Nicche         |
| 10 | Italia (bandiera) | A     | Aldo Ercolano         |
| 11 | Italia (bandiera) | A     | Matteo Astarita       |
| 12 | Italia (bandiera) | A     | Cesare Russo          |
| 13 | Italia (bandiera) | P     | Giovanni Graffigna    |

## Risultati

### Serie A1

#### Girone di andata
| Arbitri: | L. Bianco Colombo |

|                                                       |           |                                                                                        |
| Astarita - Buckner - Klikovac - M. Luongo: 2 Russo: 1 | Marcatori | 5: Kovács 3: Gallo - Mattiello 2: Tóth 1: Baraldi - Bertoli - Renzuto Iodice - Saccoia |

| Arbitri: | Alfi Gomez |

|                                                                                                |           |                                                           |
| Colosimo - Gianni - Latini - N. Presciutti 2 Africano - M. Gitto - Leporale - Sebastianutti: 1 | Marcatori | 3: Klikovac 2: Astarita - Buckner - Ercolano 1: M. Luongo |

| Arbitri: | Pascucci Severo |

|                                                                   |           |                                       |
| M. Luongo: 6 Klikovac: 3 Ercolano - Steardo: 2 Buckner - Russo: 1 | Marcatori | 3: Bruni 2: Beggiato - Rocchi 1: Foti |

| Arbitri: | Brasiliano Savarese |

|                                                 |           |                                                   |
| Suti: 4 Napolitano: 3 Boyd - Puglisi - Zovko: 1 | Marcatori | 3: Astarita 2: Klikovac - M. Luongo 1: Sassanelli |

| Arbitri: | Paoletti Sardellitto |

|                                                        |           |                                                                                        |
| Luongo: 4 Astarita - Klikovac - Nicche - Sassanelli: 1 | Marcatori | 2: F. Di Fulvio - Español - Molina 1: Bini - Borella - Coppoli - A. Di Fulvio - Pagani |

| Arbitri: | Ceccarelli Rovida |

|                                                                           |           |                                    |
| Petković - Saviano - Scotti Galletta: 2 Danilović - Gambacorta - Märcz: 1 | Marcatori | 2: M. Luongo 1: Astarita - Buckner |

| Arbitri: | Caputi Petronilli |

|                                                          |           |                                                        |
| M. Luongo: 6 Steardo: 2 Buckner - Ercolano - Klikovac: 1 | Marcatori | 2: Mistrangelo 1: Deserti - Janović - Petrović - Rizzo |

| Arbitri: | Collantoni Ricciotti |

|                                                                                |           |                                                |
| Aicardi - Figlioli: 3 S. Luongo: 2 Felugo - Figari - F. Lapenna - Mangiante: 1 | Marcatori | 3: Astarita - M. Luongo 1: Ercolano - Klikovac |

| Arbitri: | Brasiliano Castagnola |

| |           |                                    |
| R. Calcaterra - G. Fiorentini: 3 Mammarella - C. Presciutti: 2 Elez - Legrenzi - Nora - Valentino: 1 | Marcatori | 2: Steardo 1: Ercolano - M. Luongo |

| Arbitri: | Gomez Severo |

|                                                                     |           |                                |
| Klikovac: 4 Astarita - Ercolano - Steardo: 2 Buckner - M. Luongo: 1 | Marcatori | 5: Mann 2: Lanzoni 1: Marziali |

| Arbitri: | Colombo Taccini |

|                                             |           |                                    |
| Bettini: 3 Boero - A. Di Somma - Vergano: 1 | Marcatori | 2: Ercolano 1: M. Luongo - Steardo |

#### Girone di ritorno
| Arbitri: | D. Bianco Pinato |

|                                                                        |           |                                                           |
| Bertoli - Kovács - Tóth: 2 Baraldi - G. Mattiello - Renzuto - Rossi: 1 | Marcatori | 3: M. Luongo 2: Ercolano - Steardo 1: Astarita - Klikovac |

| Arbitri: | Ceccarelli De Chiara |

|                                                            |           |                                                                                               |
| Klikovac: 6 M. Luongo: 3 Racunica - Steardo: 2 Ercolano: 1 | Marcatori | 2: Africano - Colosimo - Di Rocco - M. Gitto - Vittorioso 1: Leporale - Maddaluno - Mandolini |

| Arbitri: | Bensaia Riccitelli |

|                              |           |                                                           |
| Cupido - Foti: 2 Beggiato: 1 | Marcatori | 3: Steardo 2: Ercolano - Klikovac 1: M. Luongo - Racunica |

| Arbitri: | L. Bianco Collantoni |

|                                                 |           |                                       |
| M. Luongo: 4 Ercolano - Klikovac: 2 Astarita: 1 | Marcatori | 3: Suti 2: Boyd 1: Napolitano - Zovko |

| Arbitri: | Piano Savarese |

|                                                                    |           |                                                |
| M. Lapenna: 3 Español - Pagani: 2 Bini - Borella - F. Di Fulvio: 1 | Marcatori | 7: M. Luongo 2: Steardo 1: Klikovac - Racunica |

| Arbitri: | Bianchi Colombo |

|                                  |           |                                                    |
| Ercolano - M. Luongo - Nicche: 1 | Marcatori | 2: Di Costanzo 1: Petković - Postiglione - Sadovyy |

| Arbitri: | Alfi Pascucci |

|                                                                           |           |                                                       |
| Rizzo: 4 Janović: 3 G. Bianco - Deserti: 2 Alesiani - Damonte - Grosso: 1 | Marcatori | 3: Astarita - M. Luongo - Steardo 1: Ercolano - Russo |

| Arbitri: | Paoletti Zappatore |

|                                               |           |                                                                        |
| Ercolano - Klikovac - M. Luongo: 2 Steardo: 1 | Marcatori | 4: Figlioli 2: D. Fiorentini 1: Figari - Giacoppo - N. Gitto - Madaras |

| Arbitri: | Caputi Piano |

|                                     |           |                                                          |
| Klikovac: 4 Ercolano - M. Luongo: 3 | Marcatori | 3: Elez - Nora 2: G. Fiorentini - Loncar - C. Presciutti |

| Arbitri: | De Chiara Severo |

|                                         |           |                                                        |
| Mann - Marziali - Tyrrell: 2 Lanzoni: 1 | Marcatori | 2: M. Luongo - Russo 1: Astarita - Ercolano - Klikovac |

| Arbitri: | Collantoni Pascucci |

|                                                |           |                                                               |
| M. Luongo: 3 Astarita - Steardo: 2 Klikovac: 1 | Marcatori | 3: A. Di Somma 1: Camilleri - E. Di Somma - Sekulić - Vergano |

#### Playoff - Quarti di finale
| Arbitri: | Riccitelli Centineo |

|                                                         |           | |
| Klikovac: 3 Astarita - Ercolano - Pagliara - Steardo: 1 | Marcatori | 6: Aicardi 5: Figlioli 2: F. Lapenna - S. Luongo 1: D. Fiorentini - A. Fondelli - N. Gitto - Madaras |

| Arbitri: | L. Bianco Pascucci |

|                                                                                     |           |                                    |
| Figlioli: 5 Figari: 3 Aicardi - Madaras: 2 D. Fiorentini - S. Luongo - Mangiante: 1 | Marcatori | 1: Ercolano - Klikovac - M. Luongo |

#### Spareggi per il 5º posto
| Arbitri: | Alfi De Chiara |

|                                                                 |           |                                              |
| Rizzo: 3 Deserti - Petrović: 2 G. Bianco - Damonte - Janović: 1 | Marcatori | 2: Astarita 1: Klikovac - Racunica - Steardo |

| Arbitri: | Bianco Pascucci |

|                                                                                      |           |                                                         |
| Russo - Steardo: 2 Astarita - Ercolano - Klikovac - M. Luongo - Nicche - Racunica: 1 | Marcatori | 4: Rizzo 3: Janović 2: Deserti 1: Alesiani - J. Colombo |

### Coppa Italia

#### Prima fase
| Arbitri: | D. Bianco Castagnola |

|                                                         |           |                                                |
| Marziali: 2 Bagnoli - E. Caliogna - Lanzoni - Lerman: 1 | Marcatori | 3: Steardo 1: Astarita - Klikovac - Sassanelli |

| Arbitri: | D. Bianco Pinato |

|                                  |           |                                                          |
| Buckner: 4 Nicche: 2 Klikovac: 1 | Marcatori | 4: Pagani 2: F. Di Fulvio - Español - M. Lapenna 1: Bini |

| Arbitri: | Pinato Castagnola |

|                                                                        |           |                                                                      |
| Buckner - Klikovac: 3 M. Luongo: 2 Astarita - Ercolano - Sassanelli: 1 | Marcatori | 4: Camilleri 3: Bettini 2: Barillari 1: Guidaldi - Sekulić - Vergano |

## Statistiche

### Statistiche di squadra
Statistiche aggiornate al 7 maggio 2013.
| Competizione | Punti | In casa | In casa | In casa | In casa | In casa | In casa | In trasferta | In trasferta | In trasferta | In trasferta | In trasferta | In trasferta | Totale | Totale | Totale | Totale | Totale | Totale | DR  |
| Competizione | Punti | G       | V       | N       | P       | Gf      | Gs      | G            | V            | N            | P            | Gf           | Gs           | G      | V      | N      | P      | Gf     | Gs     | DR  |
| ------------ | ----- | ------- | ------- | ------- | ------- | ------- | ------- | ------------ | ------------ | ------------ | ------------ | ------------ | ------------ | ------ | ------ | ------ | ------ | ------ | ------ | --- |
| Serie A1     | 25    | 11      | 6       | 0       | 5       | 106     | 105     | 11           | 2            | 1            | 8            | 85           | 109          | 22     | 8      | 1      | 13     | 191    | 214    | -23 |
| Playoff      | -     | 1       | 0       | 0       | 1       | 7       | 19      | 1            | 0            | 0            | 1            | 3            | 15           | 2      | 0      | 0      | 2      | 10     | 34     | -24 |
| Spareggi     | -     | 1       | 0       | 0       | 1       | 10      | 11      | 1            | 0            | 0            | 1            | 5            | 10           | 2      | 0      | 0      | 2      | 15     | 21     | -6  |
| Coppa Italia | -     | 0       | 0       | 0       | 0       | 0       | 0       | 3            | 0            | 1            | 2            | 24           | 29           | 3      | 0      | 1      | 2      | 24     | 29     | -5  |
| Totale       | -     | 13      | 6       | 0       | 7       | 123     | 135     | 16           | 2            | 2            | 12           | 117          | 163          | 29     | 8      | 2      | 19     | 240    | 298    | -58 |

### Statistiche giocatori
| Giocatore     | Serie A1 | Serie A1 | Coppa Italia | Coppa Italia | Totale | Totale |
| Giocatore     | Reti     | Rigori   | Reti         | Rigori       | Reti   | Rigori |
| ------------- | -------- | -------- | ------------ | ------------ | ------ | ------ |
| M. Astarita   | 26       | ??       | 2            | ??           | 28     | ??     |
| S. Buckner    | 8        | ??       | 7            | ??           | 15     | ??     |
| A. Ercolano   | 29       | ??       | 1            | ??           | 30     | ??     |
| G. Graffigna  | 0        | 0        | 0            | 0            | 0      | 0      |
| F. Klikovac   | 43       | ??       | 5            | ??           | 48     | ??     |
| M. Luongo     | 63       | ??       | 2            | ??           | 65     | ??     |
| N. Montaldo   | 0        | 0        | 0            | 0            | 0      | 0      |
| S. Nicche     | 3        | ??       | 2            | ??           | 5      | ??     |
| M. Pagliara   | 1        | ??       | 0            | 0            | 1      | ??     |
| I. Racunica   | 6        | ??       | 0            | 0            | 6      | ??     |
| C. Russo      | 7        | ??       | 0            | 0            | 7      | ??     |
| A. Sassanelli | 2        | ??       | 2            | ??           | 4      | ??     |
| D. Steardo    | 28       | ??       | 3            | ??           | 31     | ??     |
| G. Volarević  | 0        | 0        | 0            | 0            | 0      | 0      |